# Birgit Hutter

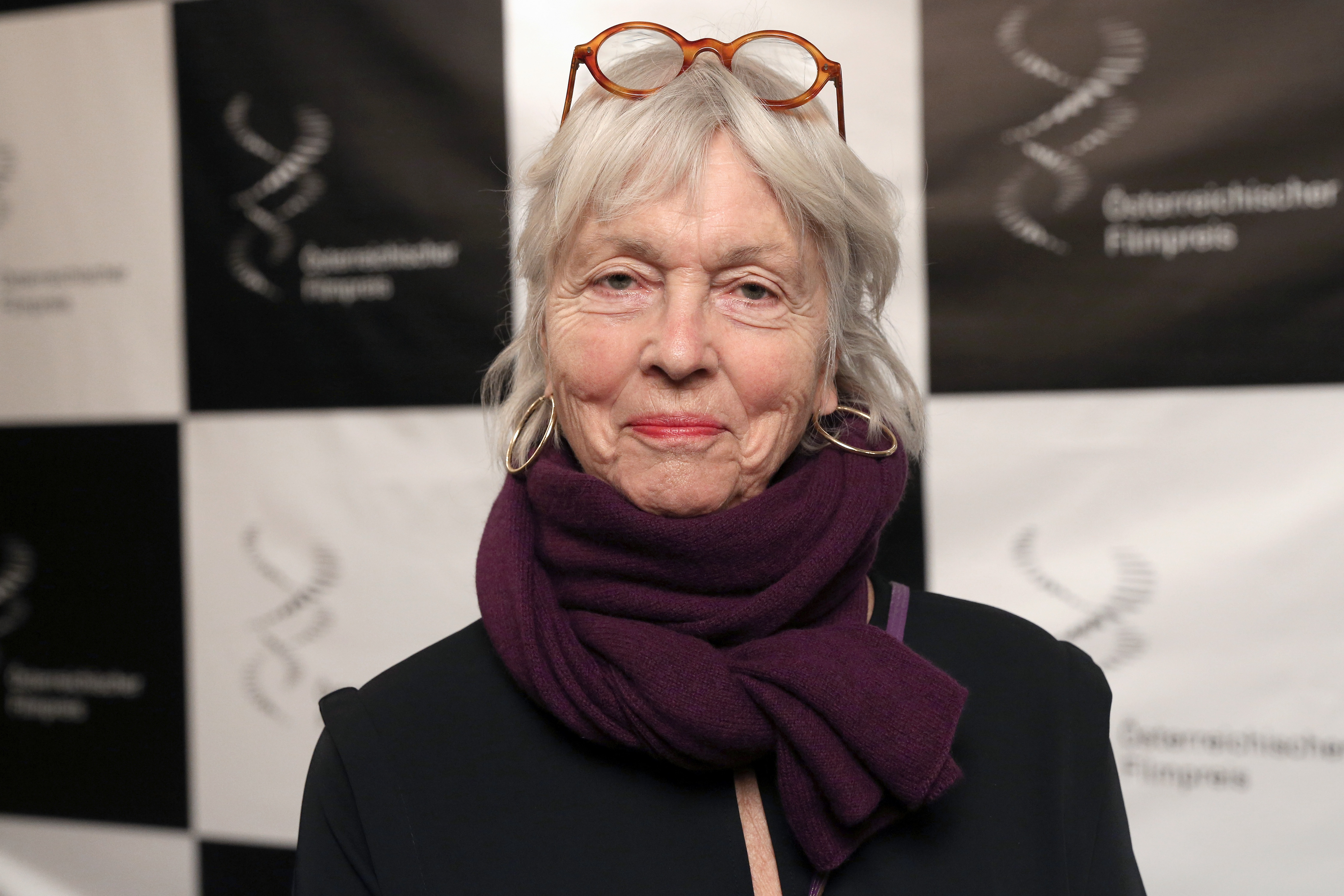
Birgit Hutter (2015)

Birgit Hutter (* 26. April 1941 in Wien) ist eine österreichische Kostümbildnerin.

## Tätigkeit und Ausbildung
Birgit Hutter studierte Malerei an der Hochschule für Angewandte Kunst in Wien sowie an der Art Students League in New York City. Ihr Diplom erhielt sie in der Klasse für Bühnenbild und Kostüm an der Akademie der Bildenden Künste in Wien. Zudem absolvierte sie ein Studium der Theaterwissenschaft an der Universität Wien. Sie arbeitete als Assistentin bei Vivienne Westwood und Marc Bohan und lehrte an der Hochschule für Angewandte Kunst Wien bei Paolo Piva. Birgit Hutter war seit den 1970er Jahren in zahlreichen Produktionen als Kostümbildnerin für Film, Fernsehen und Theater tätig.

## Familie
Birgit Hutter war mit dem österreichischen Maler Wolfgang Hutter verheiratet. Ihr gemeinsamer Sohn ist der Schauspieler Xaver Hutter.

## Kostümbilder

### Film & TV (Auswahl)
- 2022: Der Tod kommt nach Venedig (Fernsehfilm)
- 2020: Vier zauberhafte Schwestern
- 2018: Das Wunder von Wörgl
- 2018: Hilfe, ich hab meine Eltern geschrumpft
- 2017: Arthur & Claire
- 2014: Eine Liebe für den Frieden – Bertha von Suttner und Alfred Nobel
- 2013: Die schwarzen Brüder
- 2012: Der Teufelsgeiger
- 2011: Eine wen iig, dr Dällebach Kari
- 2010: Das Mädchen auf dem Meeresgrund
- 2009: Goethe!
- 2008: Böses Erwachen
- 2007: Der Bibelcode
- 2007: Das jüngste Gericht
- 2007: Nordwand
- 2006: Klimt
- 2003: Tödlicher Umweg
- 2003: Die Rückkehr des Tanzlehrers
- 2001: Epsteins Nacht
- 1999: Gripsholm
- 1998: Beresina oder Die letzten Tage der Schweiz
- 1997: Single Bells
- 1996: 9 1/2 Wochen in Paris
- 1996: Lamorte
- 1993: Mesmer
- 1992: Der Salzbaron
- 1991: Wilde Orchidee 3
- 1987: Ignaz Semmelweis – Arzt der Frauen
- 1986: Das weite Land
- 1983: Eine blaßblaue Frauenschrift
- 1982: Herrenjahre

## Auszeichnungen
- 1988: Deutscher Filmpreis (Filmband in Gold) für Das weite Land (Beste Ausstattung/Kostüme – gemeinsam mit Béatrice Stein-Leppert und Ina Peichl)
- Romyverleihung 2017 – Akademiepreis Platin-Romy für das Lebenswerk[1]